# Internetstores
Die Internetstores Group mit der Internetstores GmbH als umsatzstärkstem Unternehmen war ein Multichannel-Händler für Fahrrad- und Outdoor-Produkte. Sie war Teil der Signa Sports United (Sitz: Berlin), einer zur Signa Retail Gruppe zählenden Handelsplattform.
Im Oktober 2023 meldete die Internetstores GmbH aufgrund zurückgezogener Finanzmittel der Signa Sports United des Investors Rene Benko Insolvenz an.

## Geschichte
| 2003 | Gründung von fahrrad.de        |
| 2009 | Gründung von Bikester          |
| 2010 | Übernahme der Marke Brügelmann |
| 2011 | Gründung von Campz             |
| 2012 | Übernahme der Marke Fixie Inc. |
| 2012 | Übernahme der Marke Votec      |
| 2013 | Übernahme von Addnature        |
| 2017 | Übernahme Probikeshop          |

René Marius Köhler, Sohn eines Stuttgarter Fahrradhändlers, kaufte 2003 die Domain fahrrad.de und machte aus der Infoseite einen Onlineshop. 50 Mitarbeiter zählten 2006 zum Unternehmen, der Umsatz lag bei 12 Mio. Euro. Die Zusammenarbeit mit Drittplattformen wie  neckermann.de und amazon.de wurde 2007 etabliert.  Im selben Jahr zog das Unternehmen zudem von Waiblingen-Hegnach nach Esslingen um.
2008 erfolgte die Umwandlung von einer GmbH in eine Aktiengesellschaft, die Samwer-Brüder erwarben für 7,5 Mio. Euro eine Minderheitsbeteiligung. 2009 begann die internationale Expansion, im Jahr darauf war das Unternehmen in Österreich, der Schweiz, Frankreich und Großbritannien vertreten. Der Umsatz lag im Geschäftsjahr 2009/2010 bei rund 30 Mio. Euro.
Der skandinavische Finanzinvestor EQT stieg 2012 bei der Internetstores AG ein, die Samwer-Brüder veräußerten ihre Anteile. Zudem wurde 2012 aus der Aktiengesellschaft wieder eine GmbH. Im Folgejahr übernahm Internetstores den schwedischen Outdoor-Onlineshop Addnature. EQT veräußerte 2016 seine Anteile, Käufer und neuer Mehrheitseigentümer war die Signa-Gruppe (Signa Retail). Zu diesem Zeitpunkt arbeiteten rund 400 Personen bei Internetstores und erwirtschafteten einen Umsatz von 140 Mio. Euro.
Internetstores übernahm 2017 das französische Unternehmen Probikeshop. 2018 eröffnete das Unternehmen in Stuttgart den ersten stationären Store der Marke fahrrad.de, zwei Jahre später lag die Zahl dieser stationären Fachgeschäfte in Deutschland bei fünf. 2019 begann die Kooperation von fahrrad.de mit Go-Bike-Service bei den Themen Auslieferung, Inbetriebnahme und Reparatur. 2020 eröffnete Internetstores ein Retourenzentrum in Stuttgart-Untertürkheim. Im selben Jahr eröffnete das erste stationäre Fachgeschäft der Marke Bikester in Stockholm. Bis 2021 stieg der Umsatz auf circa 600 Millionen Euro.
Im Jahr 2023 betrieb nach eigenen Angaben die Internetstores Group 40 Onlineshops in 15 europäischen Ländern. Zu diesen Shops gehörten unter anderem fahrrad.de, Probikeshop, Brügelmann, Bikester, Addnature und Campz. Insgesamt umfasste das Angebot mehr als 1.300 Marken und 130.000 Artikel. Es wurde ergänzt durch acht Ladengeschäfte.
Im Herbst 2023 zog die Signa Gruppe die Finanzzusage an die Signa Sports United zurück, wodurch die Internetstores GmbH ebenfalls in finanzielle Schwierigkeiten kam und Insolvenz anmelden musste.
Bei dem Anfang Januar 2024 eröffneten Insolvenzverfahren wurden laut Insolvenzverwalter die wesentlichen Teile des Unternehmens verkauft, die Kernmarke fahrrad.de an den damaligen Firmengründer.

## Auszeichnungen (Auswahl)
- 2010 erhielt Internetstores den Deutschen Gründerpreis.[33]
- 2021 gewann Internetstores für eine Werbekampagne den German Brand Award[34] und den Deutschen Preis für Onlinekommunikation.[35]